# Kulla kyrka, Uppland

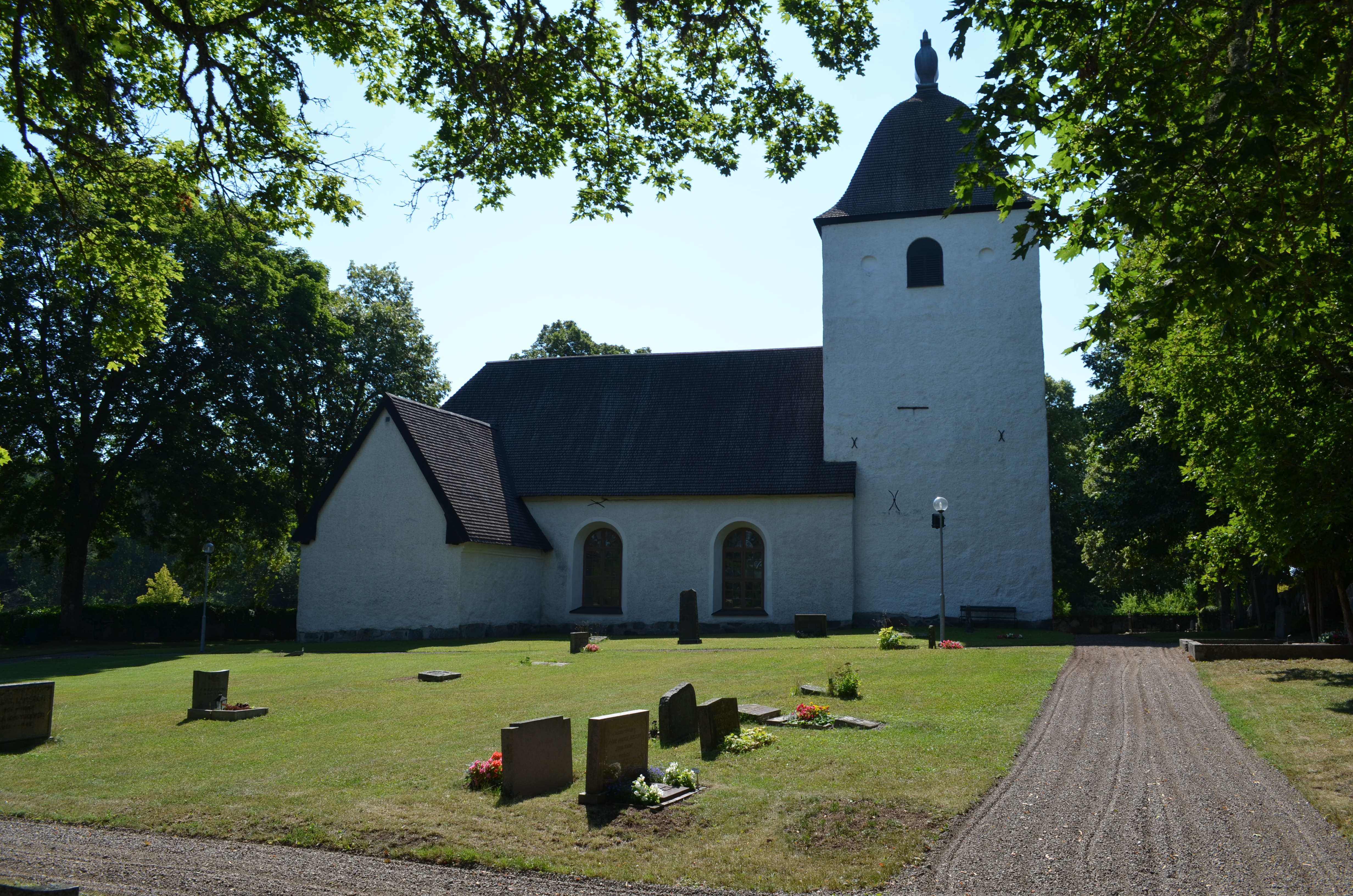
Kulla kyrka

Kulla kyrka är en kyrkobyggnad i Kulla socken som ingår i Lagunda församling, Uppsala stift. Socknen ligger vid mälarviken Oxen. Kyrkan ligger på en kulle nästan mitt i socknen och omges av flack åkermark. Omgivande kyrkogård har sin största utsträckning norr och söder om kyrkan. Sin nuvarande utsträckning fick kyrkogården 1883 . En bogårdsmur omtalas tidigast år 1626 och hade en träöverklädnad som avlägsnades 1758 . Kyrkogården har tre ingångar där huvudingången ligger i södra muren och stängs av järngrindar mellan två vitputsade stolpar. Övriga två ingångar ligger i västra muren och har grindstolpar av huggen gråsten. Stigluckor har funnits i söder och väster. Södra stigluckan revs 1803 medan västra stigluckan revs troligen först år 1870 .

## Kyrkobyggnaden
Kulla kyrka är en medeltida salkyrka som består av ett rektangulärt långhus med rakt avslutat kor i öster. Norr om koret finns en vidbyggd sakristia. Vid långhusets sydvästra sida finns ett vidbyggt vapenhus och vid långhusets västra kortsida finns ett kyrktorn med en karnisformad spånklädd huv. Kyrkan saknar sockel och dess stomme består av valda och kluvna gråstensblock . Fönsteromfattningar, dörromfattningar och gavelrösten är murade av tegel. Väggarna i långhus, torn och vapenhus är förstärkta med ankarjärn. Fasaderna är putsade och vitkalkade. Yttertaken på långhus, vapenhus och sakristia är klädda med tjärade träspån. Kyrkorummet täcks av tre tegelvalv. Korvalvet har rikast utformning med en sturestjärna. I långhusets två valv finns en fyrklöverstjärna samt en korsstjärna. Tornets bottenvåning, som täcks av ett åttadelat valv, är inredd som doprum och är en del av kyrkan. Här står numera dopfunten vid kyrkans ingång, på samma sätt som under medeltiden. Kyrkorummet har ett tegelgolv där tegelstenarna är lagda i mönster och där korgolvet ligger en tegelbredd högre .

### Tillkomst och medeltida ombyggnader
Ursprungliga kyrkan i romansk stil uppfördes troligen under första hälften av 1200-talet. I öster fanns ett smalare kor som möjligen hade en absid och i söder fanns en smal ingång som senare under 1400-talet vidgades till nuvarande portal. Äldsta inventarierna tillverkades omkring år 1250 och senast då måste ursprungskyrkan ha varit färdigställd. Nuvarande kraftiga kyrktorn tillkom under senare hälften av 1200-talet och användes vid försvar. Östra tornmuren lades över långhusets västra gavel som delvis revs. Tornrummet hade från början ett platt trätak och ett golv som låg lägre än det nuvarande . Behov fanns att göra kyrkan större så någon gång på 1300-talet revs hela kyrkan utom tornet. Därefter uppfördes nuvarande långhus och kor och kyrkan omdanades till en salkyrka där koret har samma bredd som långhuset . Sakristian är svår att datera men tillkom efter koret, förmodligen under 1300-talet. Under 1400-talets sista fjärdedel påbyggdes tornet med en klockvåning av tegel försedd med ljudgluggar. Tornet försågs med sadeltak som hade trägavlar. Bågen mellan tornrummet och övriga kyrkorummet vidgades, tornkammaren försågs med tegelvalv och ett trapphus byggdes i tornkammarens nordvästra hörn . Långhusets innertak av trä ersattes med nuvarande tegelvalv som har krusade ribbor i stjärnmönster. Vapenhuset vid sydvästra sidan uppfördes och försågs redan från början med tegelvalv. Kyrkan fick därmed sin nuvarande utformning.

### Senare ombyggnader
I början av 1600-talet tillkom kyrkorummets nuvarande inredning med bland annat predikstol. 1680 revs sakristians valv. 1728 renoverades hela kyrkan och långhuset fick sitt nuvarande sadeltak som är valmat över koret . 1738 flyttades kyrkklockan upp i tornet från att tidigare ha hängt i en fristående klockstapel. Första gången en klockstapel omnämns är 1640 och på en karta från 1734 syns en stapel av klockbockstyp. Enligt en teckning från 1600-talet av Johan Hadorph hade kyrktornet ljudgluggar, vilket pekar på att en kyrkklocka hängde i tornet redan under senmedeltiden. En större reparation genomfördes 1745 och troligen var det då tornet fick sin nuvarande huv som ersatte tidigare sadeltak . Kyrkan putsades 1786 och omputsades 1832. Även en större reparation genomfördes 1832 då fönstren fick då sin nuvarande form. Korfönstret, fönstret i tornets bottenvåning samt de båda fönstren i södra väggen vidgades. Samtidigt upptogs två nya fönster mot norr. Tornets klockvåning fick nya stora ljudgluggar. Kyrkorummets golv lades om och några gravhällar avlägsnades. 
16 november 1866 kom en resolution från Kunglig majestät att kyrkorna i Fittja och Kulla skulle upphöra som gudstjänstlokaler och läggas öde. Kullaborna tyckte annorlunda och lät nödtorftigt underhålla kyrkan och höll gudstjänster där åtminstone två gånger i månaden. Kyrkan blev fullständigt iståndsatt vid en restaurering 1949–1950 efter förslag av arkitekt Ärland Noreen då yttertaken reparerades. Ett dopkapell inrättades i tornets bottenvåning. Gravhällarna som 1832 hade flyttats ut på kyrkogården sattes upp vapenhuset. Kyrkorummet fick sin nuvarande prägel då det vitkalkades och inredningen målades om i en enhetlig grågrön fägton. Golvet lades om och äldre inventarier konserverades. Bänkarna i tornkammaren togs bort och övrig bänkinredning moderniserades, men bänkgavlarna från 1600-talet behölls. En medeltida dörr sattes tillbaka i södra portalen .

## Inventarier
- Dopfuntens fot är huggen omkring 1250 i gotländsk kalksten och har högst upp fyra skulpterade manshuvuden. Ovanliggande cuppa och dopfat är nytillverkade 1951.
- Ett triumfkrucifix hänger över sakristians portal. Krucifixet är ett svenskt arbete av lindträ tillverkat omkring år 1250. Armar och kors saknas.
- Vid triumfbågen står en Mariaskulptur som troligen är tillverkad omkring år 1500.
- Altarbordet av grönmålat trä är tillverkat 1784 av snickare Lindqvist. Höjden är 105 centimeter, bredden är 90 centimeter och längden 155 centimeter.
- På altaret står ett silverkrucifix som är ett östeuropeiskt arbete från början av 1600-talet. Sockel och kors är av ebenholts. Krucifixet skänktes till kyrkan 1671 av Ebba Brahe. Krucifixet stals vid ett inbrott på 1950-talet, men återfanns på en åker.
- Vid norra väggen finns predikstolen som troligen är tillverkad på 1620-talet av Jöns snickare. Predikstolen är av snidat grönmålat trä och består av polygonal korg med underrede, ljudtak och trappa. Tillhörande timglas med fyra glas skänktes till kyrkan 1778.
- På södra korväggen finns ett antal skulpturer som har hört till ett altarskåp som en gång i tiden stod på högaltaret. Mittgruppen består av Jungfru Maria och Jesus. Övriga figurer föreställer Sankt Lars, Sankt Erik samt en slätrakad biskop som kan vara Sankt Henrik. Altarskåpet är ett svenskt arbete från tidsperioden 1450-1475 [1].
- I korets högra sida finns en omålad prästbänk av furu från slutet av 1500-talet [1].
- Ett antependium hänger på väggen vid dopfunten och var en gåva av riksrådet greve Axel Forbus och Margareta Boije år 1642.
- Nattvardskärl med tillhörande paten är båda av förgyllt silver och tillverkade 1752 av Henrik Wittkopf d.ä. i Stockholm. En vinkanna av förgyllt silver är tillverkad 1751 av Gustaf Henning i Stockholm. En rund oblatask av silver är tillverkad 1711 av Anders Bengtsson Starin i Stockholm.
- En ljuskrona av mässing med plats för sex ljus i en krans har inskriften "IHS MP 1585". Ljuskronan är troligen identisk med en ljuskrona som omtalas i en inventarieförteckning från 1634.
- I koret står en nummertavla med förgylld ram som troligen är anskaffad 1861. Nummertavlan står på en snidad, vitmålad och förgylld fot. I sakristian förvaras två äldre nummertavlor där den ena är skänkt 1750 och den andra troligen är tillverkad 1786.
- I kyrktornet hänger två klockor. Storklockan är gjuten 1796 och omgjuten 1816. Lillklockan är omgjuten 1685 [1].

### Orgel
- Före 1950 användes ett harmonium i kyrkan.
- 1950 köptes en orgel från Uppsala domkyrka. Den användes under Johann Sebastian Bachs jubileumsår 1950. Den var byggd 1950 av Grönlunds Orgelbyggeri, AB, Gammelstad. 1957 såldes orgeln till en kyrka i Västerås.
- Orgeln med nio stämmor två manualer och pedal är tillverkad av Åkerman & Lunds Nya Orgelfabriks AB, Knivsta och installerad 1957. Tidigare orglar var från 1856 och 1925 [2]. Orgeln är mekanisk med slejflådor. Tonomfånget är på 56/30. Fasaden är samtida med orgeln. Orgeln är placerad i kyrkans västra del på ett podium.

| Manual I          | Manual II      | Pedal        | Koppel |
| Rörflöjt 8'       | Quintadena 8´  | Subbas 16´   | I/P    |
| Principal 4'      | Koppelflöjt 4' | Nachthorn 4´ | II/P   |
| Mixtur III 1 1⁄3´ | Gemshorn 2'    |              | II/I   |
|                   | Tremulant      |              |        |